# Glicidamid
A glicidamid az amidok és oxiránszármazékok közé tartozó szerves vegyület, a karcinogének közé sorolják. Kapcsolatba hozzák a dohánnyal, akár mint annak természetes összetevője, a dohányfüstben pirolízis során keletkező termék vagy egyes dohánytermékekhez adott adalékanyag. Akrilamidból keletkezik. Az akrilamid a vegyipar által használt anyag, melyet számos célra, például poliakrilamidok gyártásához használnak, melyet aztán a (szenny)vízkezeléshez, textilekhez, a papírfeldolgozás során és kozmetikumokban alkalmaznak. Egyes nagy hőmérsékleten sütött vagy pirított élelmiszerekben is keletkezik, például a sült krumpliban, pékárukban vagy a kávéban. A telítetlen zsírsavak és az oxigén reakciója során képződik. Veszélyes anyag, mivel a sejtekben kis mutációkat okoz, ami különböző fajta rákot eredményezhet.

## Felfedezése
Elsőként Murray és Cloke ismerte fel a glicidamid létezését 1934-ben. A glicimamid képződésével kapcsolatos kísérletek végeztek (további részletek az Előállítása szakaszban találhatók).
Mivel a glicidamid az akrilamid metabolitja, magával a glicidamidot csak kevés tanulmányozták. A legtöbb kutatás az akrilamid hatására összpontosított, míg kifejezetten a glicidamid hatására csak kevés vizsgálat koncentrált. Számos tanulmány tekinti együtt az akrilamidot és glicidamidot, de így is inkább az akrilamidra esik a figyelem.

## Szerkezete és reakciókészsége
Az akrilamid metabolitja, reakcióképes epoxid. Aszimmetriás szerkezetű, elektrofil tulajdonságokat mutat, nukleofilekkel reakcióba léphet.
Az Ames és a szalmonella mutagenitási vizsgálaton pozitív eredményt ad, ami arra utal, hogy a DNS-ben mutációt okozhat.

## Előállítása
Az akrilamid citokróm P450 2E1 (CYP2E1) által történő oxidációval természetes úton is keletkezik. Ez a reakció a Michaelis–Menten kinetikát követi. Ez a reakció kritikussá teszi a glicidamidot az akrilamid genotoxikus hatása szempontjából. A telített zsírsavak megakadályozzák az akrilamid glicidamiddá történő átalakulását. Ha az élelmiszer feldolgozása közben telítetlen zsírsavat tartalmazó olajat használnak, a képződő glicidamidmennyisége jóval nagyobb lesz.
Elsőként Murray és Cloke kísérelte meg előállítani 1934-ben, α,β-etilénnitrilekből. Ehhez a Radziszewski-reakció módosított változatát használták. A Radziszewski-reakció amidok előállítására szolgál, melyről Radziszewski 1885-ben számolt be. Az amidot „nitrilek 3%-os hidrogén-peroxiddal történő kezelésével, lúg jelenlétében, 40 Celsius fok hőmérsékleten” végzett reakcióval nyerték. A reakciót metanol, etanol és aceton hozzáadásával módosították. Egyes nitrilekből valóban glicidamidot nyertek.

## Reakciói
A DNS-sel reagál és azzal adduktot képez, DNS-sel szembeni reakciókészsége az akrilamidénál nagyobb. Számos glicidamid-DNS adduktumot leírtak (Beland, 2015). A fő DNS-adduktumot az  N7-(2-karbamoil-2-hidroxietil)-guanin (N7-GA-Gua) és az N3-(2-karbamoil-2-hidroxietil)adenin (N3-GA-Ade). A hemoglobinnal (Hb) is reagál, ekkor cisztein-adduktum, S-(20-hidroxi-2-karboxietil)cisztein keletkezik. E reakció során N-terminális valin-adduktum is képződik.

## Fordítás
- Ez a szócikk részben vagy egészben  a   Glycidamide című angol Wikipédia-szócikk ezen változatának fordításán alapul.  Az eredeti cikk szerkesztőit annak laptörténete sorolja fel. Ez a jelzés csupán a megfogalmazás eredetét és a szerzői jogokat jelzi, nem szolgál a cikkben szereplő információk forrásmegjelöléseként.